# 모놀리식 시스템
모놀리식 시스템(monolithic system)은 모놀리스와 유사하게 하나의 전체로 통합된 시스템이다. 이 문구는 컴퓨터 소프트웨어와 하드웨어의 맥락에서 약간 다른 의미를 가질 수 있다.

## 응용 소프트웨어에서
응용 소프트웨어에서 기능적으로 구별 가능한 측면(예: 데이터 입력 및 출력, 데이터 처리, 오류 처리 및 사용자 인터페이스)이 구조적으로 분리된 것을 포함하는 것이 아니라 모두 서로 얽혀 있는 모놀리식 아키텍처를 갖는 경우 소프트웨어를 "모놀리식"이라고 한다. 이와 같은 소프트웨어 시스템은 모놀리식 애플리케이션의 예이다.

## 하드웨어에서
멀티 코어 프로세서와 같은 전자 하드웨어 시스템을 해당 부품이 단일 집적 회로에 함께 통합된 경우 "모놀리식"이라고 한다. 이러한 시스템은 구조적으로 별도의 부품으로 구성될 수 있다. 멀티 코어 시스템에서는 각 코어가 단일 다이에서 구현되는 한 별도의 부품을 형성한다.

## 시스템 소프트웨어에서
시스템 소프트웨어에서 모놀리식 커널은 전체 OS가 커널 공간에서 작동하는 운영체제(OS) 아키텍처이다.